# Амонтон (лунный кратер)
Кратер Амонтон (лат. Amontons) — маленький одиночный ударный кратер в Море Изобилия на видимой стороне Луны. Название дано в честь французского механика и физика, одного из пионеров трибологии, Амонтона Гийома (1663—1705) и утверждено Международным астрономическим союзом в 1976 г.

## Описание кратера
Кратер находится в 220 км к северо-западу от центра Моря Изобилия. Ближайшими соседями кратера являются кратер Лаббок на западе-северо-западе; кратер Мессье на севере; кратер Линдберг на востоке; кратер Ибн Батута на востоке-юго-востоке и кратер Гоклений на юге-юго-западе. Селенографические координаты центра кратера 5°20′ ю. ш. 46°47′ в. д. / 5,34° ю. ш. 46,78° в. д., диаметр 2,47 км, глубина 0,2 км.

Кратер имеет чашеобразную форму. Высота вала над окружающей местностью составляет 70 м, объём кратера приблизительно 0,32 км³. При низких углах освещения Солнцем на юго-юго-востоке и на севере от кратера видны многочисленные следы древних кратеров, затопленных лавой при заполнении бассейна Моря Изобилия.

По морфологическим признакам кратер относится к типу ALC (по наименованию типичного представителя этого типа — кратера Аль-Баттани C).

## Сателлитные кратеры
Отсутствуют.